# Tödting
Tödting ist ein Gemeindeteil der Stadt Rain  im Landkreis Donau-Ries (Regierungsbezirk Schwaben, Bayern).

## Geographie
Der Weiler Tödting liegt neun Kilometer südöstlich von Rain im Tal des Haselbaches, einem rechten Zufluss der Kleinen Paar. Mit dem Hauptort ist der Weiler über die Kreisstraße DON 31 (bis Gempfing) und dann die Staatsstraße 2027 verbunden.

## Geschichte
Die Ortsgründung wird in der frühen Besiedlungszeit des Rainer Winkels durch die Bajuwaren (6. bis 7. Jahrhundert) angenommen. Erwähnt wird Tödtinger erstmals und dann mehrfach um 1330, unter anderen in einer Urkunde des Klosters Indersdorf. Bei der Güterkonskription 1752 bestand der Weiler aus vier Anwesen, die verschiedenen Grundherrn pflichtig waren: Tödtinger Gut (Kloster Niederschönenfeld), Obere Mühle (Frühmessstiftung Gempfing), Untere Mühle (Kloster Scheyern) und Tödtinger Häusel (selbsteigen). Die Obere Mühle kam 1915 zum Tödtinger Hof, die Gebäude wurden abgebrochen. Neben dem Tödtinger Hof besteht noch die Untere Mühle, die allerdings schon vor Jahrzehnten den Mühlenbetrieb eingestellt hat.

## Zugehörigkeit
Tödting war seit dem zweiten Gemeindeedikt von 1818 ein Ortsteil von Etting und wurde mit dieser Gemeinde am 1. Januar 1975 im Zuge der Gebietsreform in Bayern in die Stadt Rain eingegliedert.

## Baudenkmäler
Die Katholische Wallfahrtskirche St. Anna ist das einzige in die Denkmalliste eingetragene Objekt. Es ist ein Saalbau mit eingezogenem, dreiseitig geschlossenem Chor, Turm mit Ecklisenen und Oktogon mit Zeltdach sowie Sakristeianbau östlich, Turmunterbau und Sakristei spätgotisch, Neubau Schiff und Chor 1. Hälfte 18. Jahrhundert. Das Kirchenschiff wurde um 1965 Kirchenschiff erneuert. Die Wallfahrt ist seit dem 18. Jahrhundert urkundlich belegt und beschränkt sich in der Gegenwart auf das Anna-Fest (26. Juli beziehungsweise nächstgelegener Sonntag).